# Justicia extensa
Justicia extensa är en akantusväxtart som beskrevs av T. Anders.. Justicia extensa ingår i släktet Justicia och familjen akantusväxter. Inga underarter finns listade i Catalogue of Life.